# Список вулиць Києва (Б)
Це список вулиць міста Києва, назви яких починаються на літеру Б.
До списку входять усі урбаноніми Києва, що містяться в офіційному довіднику «Вулиці міста Києва», затвердженому 2015 року, а також у міській інформаційно-аналітичній системі забезпечення містобудівної діяльності (МІАС ЗМД) «Містобудівний кадастр Києва», довіднику «Вулиці Києва» 1995 року та атласі «Київ до кожного будинку». Назви вулиць, які відсутні в офіційному довіднику, подані курсивом. Проєктні вулиці, що мають код у кадастрі, але не мають назв, у списку не наведені.
У списку вулиці подані за алфавітом. Назви вулиць на честь людей відсортовані за прізвищем (якщо прізвище відсутнє — за іменем) і подаються у форматі Прізвище Ім'я і/або Посада. Якщо вулиця названа за цілісним псевдонімом, то сортування відбувається за першою літерою псевдоніма або імені, тобто Бориса Тена подано на літеру Б, Ганни Барвінок — на Г, Дзиґи Вертова — на Д, Івана Багряного — на І, Кузьми Скрябіна — на К, Лесі Українки — на Л, Марка Вовчка, Марка Черемшини, Миколи Хвильового і Мирослава Ірчана — на М, Олени Пчілки і Остапа Вишні — на О, Панаса Мирного — на П, Юрія Клена — на Ю, Якуба Коласа, Яна Райніса, Янки Купали і Януша Корчака — на Я. Вулиці, що мають, окрім назви, порядковий номер, відсортовані за власною назвою, наприклад 2-й Левадний провулок на літеру Л. Вулиця Радгосп «Совки» розміщена на літеру С, вулиця Міста Шалетт — на літеру Ш. Назви вулиць, що починаються на число (окрім вулиць, зазначених вище), записані словами і подані на відповідну літеру (Восьмого Березня, Першого Травня тощо).
Вулиці з назвами «Садова» (в тому числі «номерні») і лінії виділені в окремі списки.
Станом на 1 січня 2023 року в Києві 2833 урбаноніми, з них:
| - 2059 вулиць; - 533 провулки; - 77 ліній; - 59 площ і майданів; | - 32 проспекти; - 22 бульвари; - 15 узвозів; | - 12 проїздів; - 11 шосе; - 5 доріг; | - 3 алеї; - 3 набережних; - 2 тупики. |

Колір фону у списку залежить від типу урбаноніма.
Після списку існуючих вулиць наведено список зниклих вулиць (вулиць, які були ліквідовані або включені до інших вулиць протягом XX—XXI століть), а також список попередніх назв вулиць, починаючи з 1800 року. Назви перейменованих вулиць, що починаються на число (окрім вулиць, зазначених вище), записані словами і подані на відповідну літеру (Третього Інтернаціоналу, Дев'ятого Січня, Дванадцятого Грудня, Двадцять П'ятого Жовтня, Сорокаріччя Жовтня, П'ятдесятиріччя Жовтня, Шістдесятиріччя Жовтня тощо).

## Вулиці міста Києва
| Назва                            | Тип   | Колишні назви                                                                                        | Район                                        | Місцевість                                                | Рік затв.        | Код об'єкта |
| -------------------------------- | ----- | --- | -------------------------------------------- | --------------------------------------------------------- | ---------------- | ----------- |
| Бабин Яр                         | пров. | Герцена                                                                                              | Шевченківський                               | Бабин Яр                                                  | 2023             | 11986       |
| Бабієнків                        | пров. | Павлівська вул., Бабієнків, Бурмистенка вул. (част.), Бурмистенка                                    | Голосіївський                                | Деміївка                                                  | 2023             | 10179       |
| Бабія Олеся                      | вул.  | Завулок № 6, Кузнєцова Миколи                                                                        | Святошинський                                | Перемога                                                  | 2021             | 10837       |
| Багринова                        | вул.  | Нова 184-та, Багрінова, Багринова, Ушакова Адмірала                                                  | Голосіївський                                | Мишоловка                                                 | 2023             | 11748       |
| Багряна дуброва                  | вул.  | | Голосіївський                                | Коник, Віта-Литовська                                     | 2011             | 11975       |
| Бажана Миколи                    | пр-т  | Нова вул., Декабристів                                                                               | Дарницький                                   | Осокорки, Позняки, Харківський масив                      | 1984             | 10045       |
| Бажова                           | вул.  | Староконоплянська                                                                                    | Дніпровський                                 | Соцмісто                                                  | 1955             | 10046       |
| Байди-Вишневецького              | вул.  | Нова + Мозирська, Осиповського                                                                       | Подільський                                  | Вітряні гори                                              | 2022             | 11212       |
| Байкова                          | вул.  | Дьяківська, Шмідта (Шмідта Петра)                                                                    | Голосіївський                                | Байкова гора                                              | 1944             | 10048       |
| Байрона                          | вул.  | Нова 713-та, Одоєвського                                                                             | Подільський                                  | Куренівка                                                 | 2022             | 11187       |
| Бакинська                        | вул.  | Казарменний 2-й пров.                                                                                | Шевченківський                               | Сирець                                                    | 1955             | 10049       |
| Бакинський                       | пров. | | Шевченківський                               | Сирець                                                    | 1920-ті          | 10050       |
| Баклажанна                       | вул.  | | Подільський                                  | Нивки                                                     | до 2007          | 11977       |
| Бакуніна                         | вул.  | Нова                                                                                                 | Солом'янський                                | Пост-Волинський                                           | 1957             | 10052       |
| Балабуєва Петра Авіаконструктора | вул.  | Екскаваторна + Проєктна 13138                                                                        | Святошинський                                | Ґалаґани                                                  | 2021             | 13138       |
| Балакірева                       | пров. | Вільноживучих                                                                                        | Голосіївський                                | Деміївка                                                  | 1955             | 10054       |
| Балаклієвська                    | вул.  | Нова 864-та                                                                                          | Шевченківський                               | Нивки                                                     | 1953             | 10055       |
| Балінського Професора            | вул.  | Нова, Костичева Академіка                                                                            | Голосіївський                                | Теремки                                                   | 2022             | 10766       |
| Балтійський                      | пров. | Церковний                                                                                            | Оболонський                                  | Куренівка                                                 | 1952             | 10056       |
| Бальзака Оноре де                | вул.  | Нова 5-та                                                                                            | Деснянський                                  | Вигурівщина-Троєщина                                      | 1983             | 10057       |
| Бандери Степана                  | пр-т  | Лугова-Станційна вул., Городній тупик, Червоноказацька вул., Червоних козаків, Московський           | Оболонський, Подільський                     | Оболонь, Петрівка, Куренівка                              | 2016             | 11098       |
| Банкова                          | вул.  | Цареводарська, Треповська, Банкова, Комуністична, Орджонікідзе, Бісмаркштрассе                       | Печерський                                   | Липки                                                     | 1992             | 10058       |
| Барвінського Олександра          | пров. | Тургенєва                                                                                            | Дарницький                                   | Бортничі                                                  | 2022             | 11721       |
| Баренбойма                       | вул.  | Набережно-Печерська дорога (част.)                                                                   | Голосіївський                                | Теличка                                                   | 1984             | 10060       |
| Барикадна                        | вул.  | | Голосіївський                                | Пирогів                                                   | 1957             | 10061       |
| Баришівська                      | вул.  | Нова 664-та, Баришевська, Баришівська, Фіалека Івана                                                 | Печерський                                   | Чорна гора                                                | 2015             | 11766       |
| Барки Василя                     | вул.  | Миколаївська (част.), Молокова (част.), Горовиця Олександра                                          | Солом'янський                                | Олександрівська слобідка                                  | 2018             | 10357       |
| Басейна                          | вул.  | | Печерський, Шевченківський                   | Бессарабка                                                | XIX ст.          | 10062       |
| Бастіонна                        | вул.  | Святотроїцька                                                                                        | Печерський                                   | Звіринець                                                 | 1940             | 10063       |
| Бастіонний                       | пров. | Святотроїцький, Доманєвський                                                                         | Печерський                                   | Звіринець                                                 | 1940             | 10064       |
| Батумська                        | вул.  | Нова                                                                                                 | Голосіївський                                | Ширма                                                     | 1955             | 10065       |
| Батуринська                      | вул.  | Лугова                                                                                               | Дарницький                                   | Позняки                                                   | 1955             | 10066       |
| Батуринський                     | пров. | Луговий                                                                                              | Дарницький                                   | Позняки                                                   | 1955             | 10067       |
| Баха Академіка                   | вул.  | Сталінабадський пров.                                                                                | Дніпровський                                 | Соцмісто                                                  | 1961             | 10070       |
| Бахмацька                        | вул.  | Нова 402-га                                                                                          | Святошинський                                | Новобіличі                                                | 1953             | 10071       |
| Баштанський                      | пров. | Лермонтова 2-й                                                                                       | Дарницький                                   | Бортничі                                                  | 2022             | 10890       |
| Бджолиний                        | пров. | Комінтерну 2-й                                                                                       | Дарницький                                   | Бортничі                                                  | 2015             | 10732       |
| Безручка Марка                   | вул.  | Нова 867-ма, Бабушкіна                                                                               | Шевченківський                               | Нивки                                                     | 2016             | 10042       |
| Бекешкіної Ірини                 | вул.  | Ольгопільська, Карбишева Генерала                                                                    | Дніпровський                                 | Воскресенка                                               | 2022             | 10649       |
| Бендукідзе Кахи                  | вул.  | Житлова                                                                                              | Печерський                                   |                                                           | 2015             | 13044       |
| Бердичівська                     | вул.  | | Шевченківський                               | Лук'янівка                                                | 1869             | 10072       |
| Бердника Олеся                   | вул.  | Проєктна 13118                                                                                       | Святошинський                                |                                                           | 2020             | 13118       |
| Бердянська                       | вул.  | Нова 888-ма                                                                                          | Шевченківський                               | Сирець                                                    | 1955             | 10073       |
| Бердянський                      | пров. | Нова 887-ма вул.                                                                                     | Шевченківський                               | Сирець                                                    | 1955             | 10074       |
| Берегова                         | вул.  | | Дніпровський                                 | Биківня                                                   |                  | 10075       |
| Берегового Сергія                | вул.  | Культури, Мартиросяна                                                                                | Солом'янський                                | Чоколівка                                                 | 2022             | 11012       |
| Бережанська                      | вул.  | | Оболонський                                  | Пріорка                                                   | 1957             | 10076       |
| Березівський                     | пров. | Чехова 2-й                                                                                           | Дарницький                                   | Бортничі                                                  | 2022             | 11867       |
| Березнева                        | вул.  | | Дарницький                                   | Бортничі                                                  |                  | 10078       |
| Березнева                        | вул.  | Нова 611-та                                                                                          | Дніпровський                                 | Соцмісто                                                  | 1977             | 10077       |
| Березневий                       | пров. | | Дарницький                                   | Бортничі                                                  |                  | 12069       |
| Березневий 3-й пров.             | пров. | Березневий                                                                                           | Дарницький                                   | Бортничі                                                  | 2012             | 10079       |
| Березняківська                   | вул.  | | Дніпровський                                 | Березняки                                                 | 1967             | 10080       |
| Березова                         | вул.  | | Солом'янський                                | Жуляни                                                    | 2015             | 11978       |
| Березовського Максима            | вул.  | Нововведенська, Глінки                                                                               | Солом'янський                                | Чоколівка                                                 | 2022             | 10333       |
| Береста Олексія                  | вул.  | Нова, Криленка                                                                                       | Святошинський                                | Біличі                                                    | 2015             | 10810       |
| Берестейське                     | шосе  | Брест-Литовське                                                                                      | Святошинський                                | Катеринівка                                               | 2023             | 10148       |
| Берестейський                    | пров. | Брест-Литовський                                                                                     | Шевченківський                               | Шулявка                                                   | 2023             | 10149       |
| Берестейський                    | пр-т  | Брест-Литовське шосе, Брест-Литовський проспект + бульвар Тараса Шевченка (част.), Перемоги проспект | Шевченківський, Святошинський, Солом'янський | Євбаз, Шулявка, Ґалаґани, Нивки, Грушки, Святошин, Біличі | 2023             | 11260       |
| Берестецька                      | вул.  | Нова 896-та                                                                                          | Оболонський                                  | Пріорка                                                   | 1953             | 10081       |
| Беретті Вікентія                 | вул.  | Нова                                                                                                 | Деснянський                                  | Вигурівщина-Троєщина                                      | 1983             | 10082       |
| Беринди Памви                    | пров. | Новий 665-й, Панфіловців (част.), Реута Михайла                                                      | Печерський                                   | Звіринець                                                 | 2018             | 11429       |
| Берковецька                      | вул.  | Нова                                                                                                 | Святошинський                                | Берковець                                                 | 1970-ті          | 10083       |
| Берлінського Максима             | вул.  | Нова 883-тя, Армавірська                                                                             | Шевченківський                               | Сирець                                                    | 1962             | 10084       |
| Бескидська                       | вул.  | Жигулівська                                                                                          | Голосіївський                                | Багринова гора                                            | 2022             | 10523       |
| Бессарабська                     | площа | Університетська, Богдана Хмельницького, Бесарабська                                                  | Шевченківський                               | Бессарабка                                                | 2012             | 10085       |
| Бетховена                        | вул.  | Лісна                                                                                                | Святошинський                                | Жовтневе                                                  | 1965             | 10088       |
| Бехтерівський                    | пров. | Діонісівський                                                                                        | Шевченківський                               | Кудрявець                                                 | 1939             | 10089       |
| Беца Володимира                  | вул.  | Толстого                                                                                             | Деснянський                                  | Троєщина                                                  | 2018             | 11693       |
| Биківнянська                     | вул.  | Нова 3-тя                                                                                            | Деснянський                                  | Биківня                                                   | 1957             | 10091       |
| Биківнянський                    | пров. | Нова 4-та вул.                                                                                       | Деснянський                                  | Биківня                                                   | 1957             | 10092       |
| Биківський                       | пров. | | Подільський                                  | Вітряні гори                                              | 1-ша пол. XX ст. | 10093       |
| Бикова Леоніда                   | бул.  | Бульвар 3-й                                                                                          | Деснянський                                  | Вигурівщина-Троєщина                                      | 1987             | 10094       |
| Бишівський                       | пров. | Тарасівська вул.                                                                                     | Дніпровський                                 | Стара Дарниця                                             | 1955             | 10095       |
| Бігова                           | вул.  | | Деснянський                                  | Куликове                                                  | 1957             | 10096       |
| Біднова Василя                   | вул.  | Проектна 13067                                                                                       | Деснянський                                  | Селище Радистів                                           | 2017             | 13067       |
| Білаша Олександра                | вул.  | | Деснянський                                  | Троєщина                                                  | 2011             | 11980       |
| Білгородська                     | вул.  | Суворовська, Марка Вовчка                                                                            | Солом'янський                                | Олександрівська слобідка                                  | 1955             | 10097       |
| Білецького Академіка             | вул.  | Нова, Городнянська                                                                                   | Солом'янський                                | Відрадний                                                 | 1984             | 10098       |
| Білика Івана                     | вул.  | Яблунева                                                                                             | Солом'янський                                | Жуляни                                                    | 2019             | 12066       |
| Білинського Михайла              | вул.  | Проектна 13066                                                                                       | Деснянський                                  | Селище Радистів                                           | 2017             | 13066       |
| Білицька                         | вул.  | | Подільський                                  | Біличе поле, Замковище, Куренівка                         | XIX ст.          | 10099       |
| Білицький                        | пров. | Парковий, Веселковий                                                                                 | Подільський                                  | Біличе поле, Замковище, Куренівка                         | 1944             | 10100       |
| Біличанська                      | вул.  | Біличанська дорога, Білицький шлях                                                                   | Святошинський                                | Академмістечко                                            | сер. ХХ ст.      | 10101       |
| Білогородська                    | вул.  | | Святошинський                                | Чайка                                                     | 2011             | 11981       |
| Білокур Катерини                 | вул.  | Болсуновська, Бош Євгенії                                                                            | Печерський                                   | Звіринець                                                 | 1999             | 10102       |
| Білоруська                       | вул.  | 4-го трамвайного маршруту                                                                            | Шевченківський                               | Лук'янівка                                                | 1955             | 10104       |
| Біляшівського Академіка          | вул.  | Нова, Гагаріна                                                                                       | Святошинський                                | Жовтневе                                                  | 1968             | 10105       |
| Бобринецька                      | вул.  | Нова 431-ша + Нова 819-та                                                                            | Деснянський                                  | Биківня                                                   | 1953             | 10110       |
| Бобринецький                     | пров. | Нова 818-та вул.                                                                                     | Деснянський                                  | Биківня                                                   | 1953             | 10111       |
| Бобруйський                      | пров. | Нова 3-тя вул.                                                                                       | Подільський                                  | Біличе поле                                               | 1955             | 10112       |
| Богатирська                      | вул.  | Нова                                                                                                 | Оболонський                                  | Оболонь, Петрівка                                         | 1966             | 10113       |
| Богатирський                     | пр-д  | | Оболонський                                  |                                                           | 2014             | 12910       |
| Богданівська                     | вул.  | Лермонтовська                                                                                        | Солом'янський                                | Солом'янка                                                | 1928             | 10114       |
| Богданівський                    | пров. | | Солом'янський                                | Солом'янка                                                | 1928             | 12071       |
| Богодухівська                    | вул.  | Нова, Брянська                                                                                       | Солом'янський                                | Олександрівська слобідка                                  | 2022             | 10158       |
| Богомазова Олександра            | вул.  | Калинова                                                                                             | Солом'янський                                | Жуляни                                                    | 2019             | 12002       |
| Богомольця Академіка             | вул.  | Еспланадна, Виноградна                                                                               | Печерський                                   | Липки                                                     | 1946             | 10115       |
| Богуна Івана                     | вул.  | Будьонного Маршала                                                                                   | Дарницький                                   | Бортничі                                                  | 2016             | 10168       |
| Богунська                        | вул.  | Треповська                                                                                           | Голосіївський                                | Забайків'я                                                | 1944             | 10116       |
| Богунський                       | пров. | Лермонтовська вул.                                                                                   | Голосіївський                                | Забайків'я                                                | 1955             | 10117       |
| Богуславський                    | узвіз | | Подільський                                  | Богуславщина, Юрковиця                                    | XIX ст.          | 10118       |
| Богуславського Миколи            | вул.  | Проектна-13002                                                                                       | Святошинський                                |                                                           | 2018             | 13002       |
| Богушевський                     | пров. | Нова вул.                                                                                            | Деснянський                                  | Куликове                                                  | 1957             | 12072       |
| Божків Яр                        | вул.  | | Солом'янський                                | Олександрівська слобідка, Божків яр                       | 1977             | 10119       |
| Бойка Івана                      | вул.  | Дарницька 2-га, Приозерна                                                                            | Дарницький                                   | Позняки                                                   | 1982             | 10120       |
| Бойківський                      | пров. | Тагільський                                                                                          | Подільський                                  | Куренівка                                                 | 2022             | 11646       |
| Бойова                           | вул.  | Нова 366-та                                                                                          | Голосіївський                                | Цимбалів яр                                               | 1944             | 10121       |
| Бойчука Михайла                  | вул.  | Військова дорога, Островитянське шосе, Військовий шлях, Кіквідзе                                     | Печерський                                   | Звіринець, Бусове поле                                    | 2017             | 10685       |
| Болбочана Петра                  | вул.  | Церковна, Лейтенантська, Каменєва Командарма                                                         | Печерський                                   | Звіринець                                                 | 2015             | 10639       |
| Болградський                     | пров. | Лермонтова 4-й                                                                                       | Дарницький                                   | Бортничі                                                  | 2022             | 12658       |
| Болсуновська                     | вул.  | Болсуновська, Болсунівська, Благаєва, Благоєвська, Струтинського Сергія                              | Печерський                                   | Звіринець                                                 | 2015             | 11630       |
| Болсуновський                    | пров. | Болсуновський, Мічурінський + Нова 685-та, Мічуріна                                                  | Печерський                                   | Звіринець                                                 | 2023             | 11078       |
| Бондарська                       | вул.  | | Подільський                                  | Куренівка                                                 | XIX ст.          | 10123       |
| Бондарський                      | пров. | | Подільський                                  | Куренівка                                                 | поч. XX ст.      | 10124       |
| Боплана Гійома де                | вул.  | Боженка                                                                                              | Деснянський                                  | Троєщина                                                  | 2016             | 10185       |
| Борецького Йова                  | пров. | Новий 665-й, Панфіловців                                                                             | Печерський                                   | Звіринець                                                 | 2018             | 11242       |
| Бориса Тена                      | вул.  | Проектна 12995                                                                                       | Голосіївський                                | Віта-Литовська                                            | 2017             | 12995       |
| Бориславська                     | вул.  | Нова 428-ма, Похила                                                                                  | Солом'янський                                | Новокараваєві дачі                                        | 1955             | 10127       |
| Борисоглібська                   | вул.  | | Подільський                                  | Поділ                                                     | XVII ст.         | 10128       |
| Бориспільська                    | вул.  | Олексіївська                                                                                         | Дарницький                                   | Нова Дарниця, Рембаза                                     | 1938             | 10129       |
| Бориспільське                    | шосе  | Дорога М-03 Київ — Харків (частина)                                                                  | Дарницький                                   | Червоний хутір                                            | 2005             | 10130       |
| Боричів                          | узвіз | | Подільський                                  | Поділ                                                     | 1869             | 10132       |
| Боричів Тік                      | вул.  | | Подільський                                  | Поділ                                                     | XIX ст.          | 10131       |
| Борова                           | вул.  | | Дарницький                                   | Бортничі                                                  |                  | 10184       |
| Борова                           | вул.  | Нова 408-ма                                                                                          | Дарницький                                   | Червоний хутір                                            | 1953             | 10133       |
| Боровий                          | пров. | | Дарницький                                   | Бортничі                                                  |                  | 12705       |
| Боровий                          | пров. | Нова 233-тя вул.                                                                                     | Дарницький                                   | Червоний хутір                                            | 1955             | 10134       |
| Боровиковського                  | вул.  | Курячий брід                                                                                         | Оболонський                                  | Пріорка                                                   | 1952             | 10135       |
| Боровинська                      | вул.  | | Подільський                                  | Нивки                                                     |                  | 12610       |
| Боровиченко Марії                | вул.  | Нова 153-тя, Архангельська                                                                           | Голосіївський                                | Мишоловка                                                 | 1963             | 10136       |
| Бородіна Інженера                | вул.  | Нова 813-та, Лазо Сергія                                                                             | Дніпровський                                 | ДВРЗ                                                      | 2016             | 10866       |
| Бородянський                     | пров. | | Святошинський                                | Академмістечко                                            | сер. XX ст.      | 10137       |
| Бортницька                       | вул.  | | Дарницький                                   | Бортничі                                                  |                  | 10139       |
| Бортницька                       | вул.  | Нова Д                                                                                               | Дарницький                                   | Червоний хутір                                            | 1955             | 10138       |
| Бортницький                      | пров. | Нова 842-га вул.                                                                                     | Дарницький                                   | Червоний хутір                                            | 1953             | 10140       |
| Бортницький 1-й                  | пров. | | Дарницький                                   | Бортничі                                                  |                  | 10141       |
| Бортницький 2-й                  | пров. | | Дарницький                                   | Бортничі                                                  |                  | 10142       |
| Борщагівська                     | вул.  | | Солом'янський, Шевченківський                | Шулявка, Караваєві дачі                                   | XIX ст.          | 10143       |
| Ботанічна                        | площа | Володимирська, Інститутська                                                                          | Шевченківський                               |                                                           | 1952             | 10144       |
| Боткіна                          | вул.  | Бондарівський пров.                                                                                  | Солом'янський                                | Шулявка                                                   | 1952             | 10145       |
| Брайчевського Михайла            | вул.  | Дачна 3-тя, Металістів                                                                               | Солом'янський                                | Казенні дачі                                              | 2022             | 11040       |
| Брановицького Ігоря              | вул.  | Нова, Перспективна                                                                                   | Печерський                                   | Саперне поле                                              | 2016             | 11265       |
| Братиславська                    | вул.  | Миропільська (права сторона)                                                                         | Деснянський, Дніпровський                    | Куликове, Лісовий масив                                   | 1969             | 10146       |
| Братства тарасівців              | вул.  | Роздільна, Декабристів                                                                               | Дарницький                                   | Харківський масив                                         | 2022             | 10417       |
| Братська                         | вул.  | Володимирська                                                                                        | Подільський                                  | Поділ                                                     | 1869             | 10147       |
| Брацлавська                      | вул.  | Нова 48-ма                                                                                           | Дарницький                                   | Село Шевченка                                             | 1955             | 10840       |
| Бредбері Рея                     | вул.  | Некрасовський пров., Дубініна Володі пров., Дубініна Володі                                          | Голосіївський                                | Голосіїв                                                  | 2023             | 10489       |
| Бринжали Олександра              | вул.  | Нова 863-тя, Станкозаводська, Верстатозаводська, Тешебаєва                                           | Шевченківський                               | Дехтярі, Нивки                                            | 2022             | 11676       |
| Броварський                      | пров. | Нова 836-та вул.                                                                                     | Деснянський                                  | Биківня                                                   | 1953             | 10151       |
| Броварський                      | пр-т  | Чернігівське шосе, Маклаковський, Першого Травня, 60-річчя Жовтня                                    | Деснянський, Дніпровський                    | Лівобережний масив, Лісовий масив, Биківня                | 1993             | 10152       |
| Бродівська                       | вул.  | | Голосіївський                                | Пирогів, Віта-Литовська                                   | 1957             | 10153       |
| Бродівський                      | пров. | | Голосіївський                                | Пирогів                                                   |                  | 10154       |
| Бродівський                      | пров. | | Голосіївський                                | Віта-Литовська                                            | 1957             | —           |
| Бродських Сім'ї                  | вул.  | Дачна 2-га, Смоленська                                                                               | Солом'янський                                | Караваєві дачі                                            | 2022             | 11563       |
| Брожка Володимира                | вул.  | Лугова + Ямпільська + Степова (Степна), 229-та Нова, Кіровоградська                                  | Голосіївський, Солом'янський                 | Монтажник, Забайків'я                                     | 2018             | 10691       |
| Брусилівська                     | вул.  | Нова 403-тя                                                                                          | Святошинський                                | Новобіличі                                                | 1953             | 10155       |
| Брюлова                          | вул.  | Лінія 4-та + Лінія 5-та                                                                              | Солом'янський                                | Залізнична колонія                                        | 1955             | 10156       |
| Брюссельська                     | вул.  | Олександрівський 2-й пров., Гончарова                                                                | Шевченківський                               | Нивки                                                     | 2022             | 10354       |
| Брюсова                          | вул.  | Межигірський 2-й пров.                                                                               | Подільський                                  | Мостицький масив                                          | 1955             | 10157       |
| Бугорна                          | вул.  | Нова 441-ша                                                                                          | Шевченківський                               | Сирець                                                    | 1944             | 10160       |
| Бугорний                         | пров. | Нова 444-та вул.                                                                                     | Шевченківський                               | Сирець                                                    | 1944             | 10161       |
| Будищанська                      | вул.  | Нова                                                                                                 | Деснянський                                  | Вигурівщина-Троєщина                                      | 1991             | 10163       |
| Будівельників                    | вул.  | | Деснянський                                  | Троєщина                                                  | 1955             | 10164       |
| Будівельників                    | вул.  | Нова 801-ша                                                                                          | Дніпровський                                 | Соцмісто                                                  |                  | 10165       |
| Будівельників                    | пров. | Нова 911-та вул.                                                                                     | Дніпровський                                 | Соцмісто                                                  | 1955             | 10166       |
| Будівельників                    | пров. | | Святошинський                                |                                                           |                  | 12706       |
| Будіндустрії                     | вул.  | Нова                                                                                                 | Голосіївський                                | Теличка                                                   | 1958             | 10167       |
| Бузинова                         | вул.  | | Дарницький                                   | Бортничі                                                  | 2010             | 12650       |
| Бузька                           | вул.  | Нова 776-та, Єнісейська                                                                              | Голосіївський                                | Саперна слобідка                                          | 2022             | 10513       |
| Буйка Професора                  | вул.  | Данилівська 2-га                                                                                     | Голосіївський                                | Деміївка                                                  | 1955             | 10171       |
| Букіної Раїси                    | вул.  | Комсомольська                                                                                        | Святошинський                                | Біличі                                                    | 1966             | 10172       |
| Букіної Раїси                    | пров. | Комсомольський                                                                                       | Святошинський                                | Біличі                                                    | 1966             | 10173       |
| Буковинська                      | вул.  | Нова 9-та                                                                                            | Голосіївський                                | Мишоловка                                                 | 1944             | 10174       |
| Буковинський                     | пров. | | Голосіївський                                | Мишоловка                                                 |                  | 12674       |
| Булаховського Академіка          | вул.  | Нова                                                                                                 | Святошинський                                | Біличі, Новобіличі                                        | 1965             | 10175       |
| Булгакова                        | вул.  | Роз, Нова                                                                                            | Святошинський                                | Південна Борщагівка                                       | 1981             | 10176       |
| Бульварно-Кудрявська             | вул.  | Бульварно-Кудрявська, Нероновича, Воровського                                                        | Шевченківський                               | Солдатська слобідка, Кудрявець                            | 2014             | 10283       |
| Бунґе Родини                     | вул.  | Нова, Якутська                                                                                       | Святошинський                                | Південна Борщагівка                                       | 2022             | 11947       |
| Бурачека Миколи                  | пров. | Шевченка, Левітана                                                                                   | Голосіївський                                | Китаїв                                                    | 2023             | 10878       |
| Буслівська                       | вул.  | Нова 248-ма                                                                                          | Печерський                                   | Бусове поле, Звіринець                                    | 1944             | 10180       |
| Бусовогірська                    | вул.  | Омелютинський пров., Гастелло Миколи                                                                 | Печерський                                   | Бусове поле, Звіринець                                    | 2022             | 10308       |
| Бута Павла Гетьмана              | вул.  | Нова 703-тя, Яблочкова                                                                               | Подільський                                  | Куренівка                                                 | 2022             | 11936       |
| Бутишів                          | пров. | Шпетерська вул., Бутишев, Шестовський, Іванова Андрія вул., Бутишев                                  | Печерський                                   | Печерськ                                                  | 2018             | 10605       |
| Бучанська                        | вул.  | Коцюбинського                                                                                        | Святошинський                                | Біличі                                                    | 1955             | 10182       |
| Бучми Амвросія                   | бул.  | | Дніпровський                                 | Березняки                                                 | 1967             | 10183       |

## Зниклі вулиці
| Назва               | Тип   | Район          | Місцевість                              | Рік зникнення | Примітка                                                                                         |
| ------------------- | ----- | -------------- | --------------------------------------- | ------------- | ------------------------------------------------------------------------------------------------ |
| Базарний            | пров. | Залізничний    | Солом'янка                              | 1971, 1977    |                                                                                                  |
| Бакуніна            | пров. | Жовтневий      | Новокараваєві дачі, Пост-Волинський     | 1961, 1977    | назва — з 1957 року                                                                              |
| Балтійська          | вул.  | Подільський    | Куренівка                               | 1977          | до 1952 року — Церковний провулок                                                                |
| Балтійська          | вул.  | Мінський       | промзона Оболонь, Куренівка             | 1980-ті       | до 1977 року — Нова                                                                              |
| Барвиста            | вул.  | Московський    | Деміївка                                | 1977          | до 1944 року — 371-ша Нова                                                                       |
| Барвінкова          | вул.  | Подільський    | Пріорка                                 | 1980-ті       |                                                                                                  |
| Барвінковий         | пров. | Подільський    | Пріорка                                 | 1980-ті       |                                                                                                  |
| Батумський          | пров. | Московський    | Деміївка                                | 1977          |                                                                                                  |
| Батюка Якова        | вул.  | Московський    | Деміївка                                | 1981          | до 1965 року — Комісіатська                                                                      |
| Батюка Якова        | пров. | Московський    | Деміївка                                | 1981          | до 1965 року — Комісіатський                                                                     |
| Баха Академіка      | вул.  | Дарницький     | Воскресенська слобідка                  | 1961          | назва з 1957 року — Баха А. Н.                                                                   |
| Баха Академіка      | пров. | Дніпровський   | Соцмісто                                | 1977          |                                                                                                  |
| Баштанна            | вул.  | Подільський    | Вітряні гори                            | 1977          |                                                                                                  |
| Баштова             | вул.  | Московський    | Нова Забудова                           | 1980-ті       |                                                                                                  |
| Безводна            | вул.  | Московський    | Цимбалів яр                             | 1977          | до 1944 року — Нова                                                                              |
| Береговий           | пров. | Дарницький     | Червоний хутір                          | 1980-ті       | назва — з 1955 року                                                                              |
| Березанський        | пров. | Радянський     | Шулявка                                 | 1971          |                                                                                                  |
| Березівський        | пров. | Залізничний    | Чоколівка                               | 1970-ті       |                                                                                                  |
| Березняківська      | вул.  | Дарницький     | Кухмістерська слобідка, хутір Березняки | 1960-ті       | до 1955 року — Шевченка                                                                          |
| Березняківський     | пров. | Дарницький     | Кухмістерська слобідка, хутір Березняки | 1971          |                                                                                                  |
| Берестецький        | пров. | Мінський       | Пріорка                                 | 1980-ті       |                                                                                                  |
| Бетонярів           | вул.  | Московський    | Корчувате                               | 1980-ті       |                                                                                                  |
| Бетонярів           | пров. | Московський    | Корчувате                               | 1980-ті       |                                                                                                  |
| Бишівська           | вул.  | Дніпровський   | Стара Дарниця                           | 1980-ті       |                                                                                                  |
| Біговий             | пров. | Дніпровський   | Куликове                                | 1977          |                                                                                                  |
| Біличанський        | пров. | Жовтневий      | Святошин                                | 1980-ті       |                                                                                                  |
| Біличанський        | пр-д  | Жовтневий      | Святошин                                | 1977          |                                                                                                  |
| Білозерська         | вул.  | Дніпровський   | Микільська слобідка                     | 1980-ті       |                                                                                                  |
| Білокринична        | вул.  | Дарницький     | Кухмістерська слобідка                  | 1971          | до 1955 року — (2-га) Жовтнева                                                                   |
| Білокринична        | вул.  | Ленінградський | с. Микільська Борщагівка                | 1980-ті       | до 1974 року — Польова                                                                           |
| Білокриничний       | пров. | Ленінградський | с. Микільська Борщагівка                | 1981          | до 1974 року — Польовий                                                                          |
| Білоруська          | пл.   | Шевченківський | Лук'янівка                              | 1980-ті       | нині безіменне перехрестя вулиць Бердичівської, Коперника, Шолуденка                             |
| Білоцерківська      | вул.  | Ленінградський | с. Біличі                               | 1980-ті       | до 1955 року — Пушкінська                                                                        |
| Білоцерківський     | пров. | Ленінградський | с. Біличі                               | 1980-ті       |                                                                                                  |
| Благоївський        | пров. | Печерський     | Звіринець                               | 1977          |                                                                                                  |
| Бобровицька         | вул.  | Дарницький     | Микільська слобідка                     | 1971          | до 1957 року — 918 Нова                                                                          |
| Бобровицький        | пров. | Дарницький     | Микільська слобідка                     | 1971          | до 1957 року — 300-та Нова                                                                       |
| Богуславський       | пров. | Подільський    | Поділ                                   | до 1960-х     |                                                                                                  |
| Богушевська         | вул.  | Дніпровський   | Куликове                                | 1980-ті       |                                                                                                  |
| Боєнський           | пров. | Московський    | Нова Забудова                           | 1977          |                                                                                                  |
| Бойченка Олександра | пров. | Дарницький     | Позняки                                 | 1977          |                                                                                                  |
| Болгарський         | пров. | Подільський    | Поділ                                   | 1980-ті       |                                                                                                  |
| Болотникова Івана   | вул.  | Ленінградський | с. Микільська Борщагівка                | 1978          | до 1974 року — Залізнична                                                                        |
| Болотникова         | вул.  | Дарницький     | Березняки                               | 1971          | до 1955 року — (2-га) Залізнична                                                                 |
| Боровиковського     | пров. | Мінський       | Пріорка                                 | 1980-ті       | до 1952 року — провулок Курячий Брід                                                             |
| Бородіна Олександра | вул.  | Залізничний    | Олександрівська слобідка                | 1980-ті       | до 1953 року — 493-тя Нова, до 1955 року — Бородинська, згодом до 1977 року — Бородіно, Бородіна |
| Борщагівський       | пров. | Радянський     | Шулявка                                 | 1971          | до 1930-х років — Березовий                                                                      |
| Ботева Христа       | вул.  | Жовтневий      | Відрадний                               | 1980-ті       | назва — з 1959 року                                                                              |
| Боткіна             | пров. | Жовтневий      | Шулявка                                 | 1977          |                                                                                                  |
| Брацлавський        | пров. | Дарницький     | Село Шевченка                           | 1977          |                                                                                                  |
| Бредіхіна           | вул.  | Дніпровський   | Микільська слобідка                     | 1980-ті       | назва — з 1955 року, у 1940-х — (6-та) Кооперативна, у 1930-х роках — Затонського                |
| Брестський          | пров. | Подільський    | Пріорка                                 | 1980-ті       |                                                                                                  |
| Бригадирська        | вул.  | Залізничний    | Солом'янка                              | 1981          | до 1955 року — Покровський провулок. Приєднана до Стадіонної вулиці                              |
| Броунов             | пров. | Дарницький     | Воскресенська слобідка                  | 1961          | назва — з 1957 року                                                                              |
| Броунова            | вул.  | Дарницький     | Воскресенська слобідка                  | 1961          | назва — з 1957 року                                                                              |
| Броунова            | пров. | Дарницький     | ДВРЗ                                    | 1977          |                                                                                                  |
| Брусилівська        | вул.  |                | Лук'янівка                              | до 1920-х     |                                                                                                  |
| Брюсова             | пров. | Подільський    | Пріорка                                 | 1980-ті       |                                                                                                  |
| Бузкова             | вул.  | Дніпровський   | Куликове                                | 1980-ті       |                                                                                                  |
| Бузький             | пров. | Московський    | Саперна слобідка                        | 1980-ті       |                                                                                                  |
| Бурмистенка         | пров. | Московський    | Деміївка                                | 1981          | пролягав між теперішнім провулком Бурмистенка і вулицею Олексія Шовкуненка, що також зникла      |
| Бучанський          | пров. | Ленінградський | с. Біличі                               | 1980-ті       |                                                                                                  |
| Бучми               | вул.  | Дарницький     | Кухмістерська слобідка, хутір Березняки | 1960-ті       | до 1957 року — Нова                                                                              |

## Перейменовані вулиці
| Стара назва                | Нова назва                    | Район                                 | Дата перейменування | Сучасна назва                     |
| -------------------------- | ----------------------------- | ------------------------------------- | ------------------- | --------------------------------- |
| Бабій Яр                   | Бєдного Дем'яна               | Подільський                           | 1952                | Ольжича                           |
| Бабій Яр                   | Ясногірський пров.            | Подільський                           | 1952                | ліквідовано                       |
| Бабушкіна                  | Безручка Марка                | Шевченківський                        | 2016                | Безручка Марка                    |
| Бабушкіна пров.            | Сеньківський пров.            | Шевченківський                        | 2022                | Сеньківський пров.                |
| Багговутівська             | 9 Січня                       |                                       | 1920-ті             | Загорівська                       |
| Багговутівська             | Загорівська                   | Шевченківський                        | 2023                | Загорівська                       |
| Багратіона                 | Левіна Максима                | Солом'янський                         | 2022                | Левіна Максима                    |
| Багринова                  | Ушакова Адмірала              | Кагановичський                        | 1952                | Багринова                         |
| Базарна (2-га)             | Серафимовича                  | Дарницький                            | 1955                | ліквідовано                       |
| Базарна (3-тя)             | Луцька                        | Кагановичський                        | 1955                | ліквідовано                       |
| Базарний пров.             | Фруктовий пров.               | Подільський                           | 1944                | Ярославський                      |
| Базарний (2-й) пров.       | Ірпінський пров.              | Жовтневий                             | 1955                | ліквідовано                       |
| Байкальська                | Мелітопольська                | Голосіївський                         | 2022                | Мелітопольська                    |
| Бакинських комісарів       | Азербайджанська               | Дніпровський                          | 2001                | Азербайджанська                   |
| Бакинських комісарів пров. | Сухенка Василя пров.          | Дніпровський                          | 1917                | Сухенка Василя пров.              |
| Балакірева                 | Підкови Івана                 | Голосіївський                         | 2022                | Підкови Івана                     |
| Банкова                    | Комуністична                  |                                       | 1919                | Банкова                           |
| Барановичська              | Алексухіна Василя (част.)     | Ленінградський                        | 1980                | Чобану Степана (част.)            |
| Барбюса Анрі               | Есплонадна                    | Кагановичський                        | 1944                | Еспланадна                        |
| Барбюса Анрі               | Тютюнника Василя              | Печерський                            | 2018                | Тютюнника Василя                  |
| Барвиста                   | Сергієнка Івана               | Дарницький                            | 1965                | Пластова                          |
| Баришевська                | Фіалека                       | Печерський                            | 1964                | Баришівська                       |
| Батайська                  | Сошенка                       | Подільський                           | 1962                | Сошенка                           |
| Батайський пров.           | Сажина                        | Подільський                           | 1962                | Сажина                            |
| Батиєва                    | Кривоноса Петра ім. (Ямська)  | Залізничний                           | 1938                | Ямська                            |
| Батиєва                    | Ямська                        | Залізничний                           | 1944                | Ямська                            |
| Батийово-Олександрівська   | Волгоградська                 | Залізничний                           | 1964                | Романа Ратушного                  |
| Баумана                    | Корчака Януша                 | Шевченківський                        | 2016                | Корчака Януша                     |
| Бауманська                 | Баумана                       | Радянський                            | 1977                | Корчака Януша                     |
| Баумана пров.              | Фузиків пров.                 | Шевченківський                        | 2018                | Фузиків пров.                     |
| Бауманський пров.          | Баумана пров.                 | Радянський                            | 1977                | Фузиків пров.                     |
| Бегічевська                | Інститутська                  | Дворцова частина                      | 1842                | Інститутська                      |
| Бегічевська                | Інститутська                  | Дворцова частина                      | 1842                | Героїв Небесної Сотні алея        |
| Безаківська                | Комуністичного інтернаціоналу |                                       | 1919                | Петлюри Симона                    |
| Безаковський зав.          | Привокзальний зав.            | Залізничний                           | 1938                | ліквідовано                       |
| Белінського (2-га)         | Грибоєдова                    | Жовтневий                             | 1955                | ліквідовано                       |
| Березневий пров.           | Березневий 3-й                | Дарницький                            | 2012                | Березневий 3-й пров.              |
| Березовий пров.            | Березанський пров.            | Жовтневий                             | 1944                | ліквідовано                       |
| Березовий пров.            | Борщагівський пров.           |                                       | 1930-ті             | ліквідовано                       |
| Бесарабська                | Малоземельська                | Дарницький                            | 1982                | Галика Алімпія                    |
| Бесарабська пл.            | Бессарабська пл.              | Печерський                            | 2012                | Бессарабська пл.                  |
| Бестужева                  | Бестужева Олександра          | Подільський                           | 1974                | Гамаліївська                      |
| Бестужева Олександра       | Гамаліївська                  | Подільський                           | 2022                | Гамаліївська                      |
| Бестужева пров.            | Бестужева Олександра пров.    | Подільський                           | 1974                | Кузьми Скрябіна пров.             |
| Бестужева Олександра пров. | Кузьми Скрябіна пров.         | Подільський                           | 2022                | Кузьми Скрябіна пров.             |
| Бєлінського Чеслава пров.  | Горської Алли пров.           | Шевченківський                        | 2015                | Горської Алли пров.               |
| Бібіковський бул.          | Шевченка Тараса бул.          |                                       | 1919                | Шевченка Тараса бул.              |
| Білецький (2-й) пров.      | Парковий пров.                | Подільський                           | 1955                | Парковий пров.                    |
| Біломорська                | Гандзюк Катерини              | Деснянський                           | 2022                | Гандзюк Катерини                  |
| Більшовицька               | Піддубного Івана              | Печерський                            | 1999                | Піддубного Івана                  |
| Бірюзова Маршала           | Вербівська                    | Святошинський                         | 2022                | Вербівська                        |
| Блакитного                 | Еллана-Блакитного             | Голосіївський                         | 2022                | Еллана-Блакитного                 |
| Блока Олександра           | Йогансена Майка               | Святошинський                         | 2024                | Йогансена Майка                   |
| Блюхера Василя             | Турчина Ігоря                 | Шевченківський                        | 2016                | Турчина Ігоря                     |
| Богуславська (2-га)        | Вінницька                     | Залізничний                           | 1955                | Вінницька                         |
| Богуславський (2-й) пров.  | Полоцький пров.               | Залізничний                           | 1955                | Полоцький пров.                   |
| Боєнська                   | Кудрі Івана                   | Московський                           | 1963                | Маккейна Джона                    |
| Боєнський зав.             | Боєнська                      | Кіровський                            | 1940                | Маккейна Джона                    |
| Боженка                    | Боженка Василя                | Залізничний                           | 1944                | Малевича Казимира                 |
| Боженка                    | Малевича Казимира             | Голосіївський                         | 2012                | Малевича Казимира                 |
| Боженка                    | Боплана Гійома де             | Деснянський                           | 2016                | Боплана Гійома де                 |
| Бойченка Олександра        | Зовнішня                      | Дарницький                            | 1964, 1982          | Зовнішня                          |
| Бойченка Олександра        | Солов'яненка Анатолія         | Дніпровський                          | 2020                | Солов'яненка Анатолія             |
| Бойченка Олександра пров.  | Зовнішній пров.               | Дарницький                            | 1982                | Зовнішній пров.                   |
| Болотна                    | Митрофанівська                | Либідська дільниця                    | 1901                | Ковпака                           |
| Болсуновська               | Благоєва                      | Кіровський                            | 1940                | Болсуновська                      |
| Болсуновська               | Благоєвська                   | Печерський                            | 1944                | Болсуновська                      |
| Болсуновська               | Струтинського Сергія          | Печерський                            | 1964                | Болсуновська                      |
| Болсуновська               | Бош Євгенії                   | Печерський                            | 1966                | Білокур Катерини                  |
| Болсуновський зав.         | Мічурінський зав.             | Кіровський                            | 1940                | Болсуновський пров.               |
| Бондаревський пров.        | Боткіна                       | Жовтневий                             | 1952                | Боткіна вул.                      |
| Бондаренківський пров.     | Польовий                      | Жовтневий                             | 1949                | ?                                 |
| Бонч-Бруєвича              | Ленінська                     | Жовтневий                             | 1965                | Дорошенка Петра                   |
| Бонч-Бруєвича              | Дурдуківського Володимира     | Святошинський                         | 2016                | Дурдуківського Володимира         |
| Бонч-Бруєвича пров.        | Дубровського Віктора пров.    | Святошинський                         | 2016                | Дубровського Віктора пров.        |
| Борзнянська (Нова)         | Фучика Юліуса                 | Залізничний                           | 1961                | Чапека Карела                     |
| Боричів Ток пров.          | Базарний пров.                | Подільська частина                    | 1869                | Ярославський пров.                |
| Борова                     | Дібровна                      | Московський                           | 1959                | Дібровна                          |
| Боровий пров.              | Дібровний пров.               | Московський                           | 1959                | Дібровний пров.                   |
| Бородіна                   | Бородіна Олександра           | Залізничний                           | 1977                | ліквідовано                       |
| Бородянська                | Краснова Миколи               | Ленінградський                        | 1980                | Краснова Миколи                   |
| Бородянський пров. (част.) | Кримського Академіка          | Радянський                            | 1970                | Кримського Академіка              |
| Борохова                   | Руставелі Шота                | Кагановичський                        | 1937, 1944          | Руставелі Шота                    |
| Борщагівська               | Скобелєвська                  | Лук'янівська дільниця                 | 1902                | Котарбінського Вільгельма (част.) |
| Борщагівський пров.        | Деснянська (част.)            | Жовтневий                             | 1955                | Деснянська (част.)                |
| Ботанічна                  | Микільсько-Ботанічна          | Сталінський                           | 1944                | Микільсько-Ботанічна              |
| Бочковського               | Димитрова                     | Залізничний                           | 1938                | Ділова                            |
| Бош Євгенії                | Ново-Дарницька                | Дарницький                            | 1938                | Новодарницька                     |
| Бош Євгенії                | Білокур Катерини              | Печерський                            | 1999                | Білокур Катерини                  |
| Бош Євгенії спуск          | Дніпровський спуск            | Кіровський                            | 1940                | Дніпровський узвіз                |
| Бош Євгенії узвіз          | Дніпровський узвіз            | Печерський                            | 1944                | Дніпровський узвіз                |
| Братський пров.            | Балакірева                    | Кагановичський                        | 1955                | Підкови Івана                     |
| Брежнєва пл.               | Солом'янська пл.              | Залізничний                           | 1988                | Солом'янська пл.                  |
| Брестська                  | Скорини Франциска             | Подільський                           | 2022                | Скорини Франциска                 |
| Брест-Литовське шосе       | Брест-Литовський просп.       | Жовтневий                             | 1964                | Берестейський просп.              |
| Брест-Литовське шосе       | Берестейське шосе             | Святошинський                         | 2023                | Берестейське шосе                 |
| Брест-Литовський пров.     | Берестейський пров.           | Шевченківський                        | 2023                | Берестейський пров.               |
| Брест-Литовський просп.    | Перемоги просп. (част.)       | Радянський, Жовтневий, Ленінградський | 1985                | Берестейський просп. (част.)      |
| Броварська (2-га)          | Стальського пров.             | Дарницький                            | 1955                | Стальського Сулеймана             |
| Броварське шосе            | Броварський просп.            | Дніпровський                          | 1973                | Броварський просп.                |
| Броварський просп.         | 60-річчя Жовтня просп.        | Дарницький, Дніпровський              | 1977                | Броварський просп.                |
| Брюханівський пров.        | Щекавицький пров.             | Подільський                           | 1952                | ліквідовано                       |
| Брянська                   | Богодухівська                 | Солом'янський                         | 2022                | Богодухівська                     |
| Бубнова Андрія             | Маричанська                   | Голосіївський                         | 2015                | Маричанська                       |
| Бударіна                   | Українського відродження      | Святошинський                         | 2022                | Українського відродження          |
| Будівельників (част.)      | Сосюри Володимира             | Дарницький                            | 1965                | Сосюри Володимира                 |
| Будьонного                 | Нефедова Петра                | Дарницький                            | 1974                | ліквідовано                       |
| Будьонного                 | Уборевича                     | Дарницький                            | 1962                | ліквідовано                       |
| Будьонного Маршала         | Богуна Івана                  | Дарницький                            | 2016                | Богуна Івана                      |
| Будьонного пров.           | Нефедова Петра пров.          | Дарницький                            | 1974                | ліквідовано                       |
| Будьонного пров.           | Уборевича пров.               | Дарницький                            | 1962                | ліквідовано                       |
| Будьонного 1-й пров.       | Кука Василя пров.             | Дарницький                            | 2016                | Кука Василя пров.                 |
| Будьонного 2-й пров.       | Хлібний пров.                 | Дарницький                            | 2015                | Хлібний пров.                     |
| Будьонного Маршала         | Багговутівська                | Шевченківський                        | 1991                | Загорівська                       |
| Бульвар 1-й                | Вигурівський бул.             | Дніпровський                          | 1987                | Вигурівський бул.                 |
| Бульвар 2-й                | Висоцького Володимира бул.    | Дніпровський                          | 1987                | Висоцького Володимира бул.        |
| Бульвар 3-й                | Бикова Леоніда бул.           | Дніпровський                          | 1987                | Бикова Леоніда бул.               |
| Бульварна                  | Лепсе Івана бул.              | Жовтневий                             | 1963                | Вацлава Гавела бул.               |
| Бульварна                  | Бібіковський бул.             | Старокиївська, Либідська частини      | 1869                | Шевченка Тараса бул.              |
| Бульварно-Кудрявська       | Нероновича                    |                                       | 1919                | Бульварно-Кудрявська              |
| Бульйонська                | Боженка В. Н. ім.             | Кагановичський                        | 1941                | Малевича Казимира                 |
| Бульйонська                | Рогнідинська                  | Либідська частина                     | 1869                | Рогнідинська                      |
| Бурденка пров.             | Могилів-Подільський пров.     | Подільський                           | 2022                | Могилів-Подільський пров.         |
| Бурмистенка                | Оріхуватська                  | Голосіївський                         | 2022                | Оріхуватська                      |
| Бурмистенка (част.)        | Бурмистенка пров.             | Московський                           | 1982                | Бабієнків пров.                   |
| Бурмистенка пров.          | Бабієнків пров.               | Голосіївський                         | 2023                | Бабієнків пров.                   |
| Бутишев пров.              | Іванова Андрія вул.           | Кіровський (пізніше — Печерський)     | 1940, 1944          | Бутишів пров.                     |
| Бутишев пров.              | Бутишів пров.                 | Печерський                            | 2018                | Бутишів пров.                     |
| Бутлерова Академіка        | Лісовського Роберта           | Дніпровський                          | 2023                | Лісовського Роберта               |
| Бухтєєвська                | Німецько-Бухтєєвська          | Печерська дільниця                    | 1910-ті             | Алмазова Генерала                 |